# ソックパペット

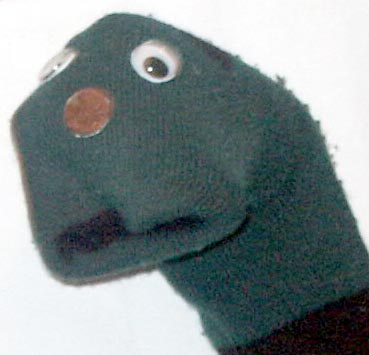
ソックパペット

ソックパペット（英語: sock puppet）または靴下人形（くつしたにんぎょう）は、靴下で作った腕人形のこと。

## 概要
人形使いの腕にかぶせて操作する。
口の部分がついており、手を握ったり開いたりしてこの口を動かし、あたかも喋っているように見せることができる。指先と手首に近い部分が唇になり、親指が顎にあたる。
手の動きが唇の動きになるが、場合によってはある程度の固いフェルトで唇を形成することもあり（その場合はしばしば舌を口の中に接着する）、口が開く部分にはさみをいれる場合もある。人形遣いは靴下を伸ばして、手首をすっぽり覆うようにする。
人形遣い自身は台の下に隠れ、腕を延ばして人形だけを見せながら芝居することもあるが、自分自身も人形と隣り合って出演し、腹話術を用いて自分で操る人形と会話する演技方法も一般的である。

## 作成方法

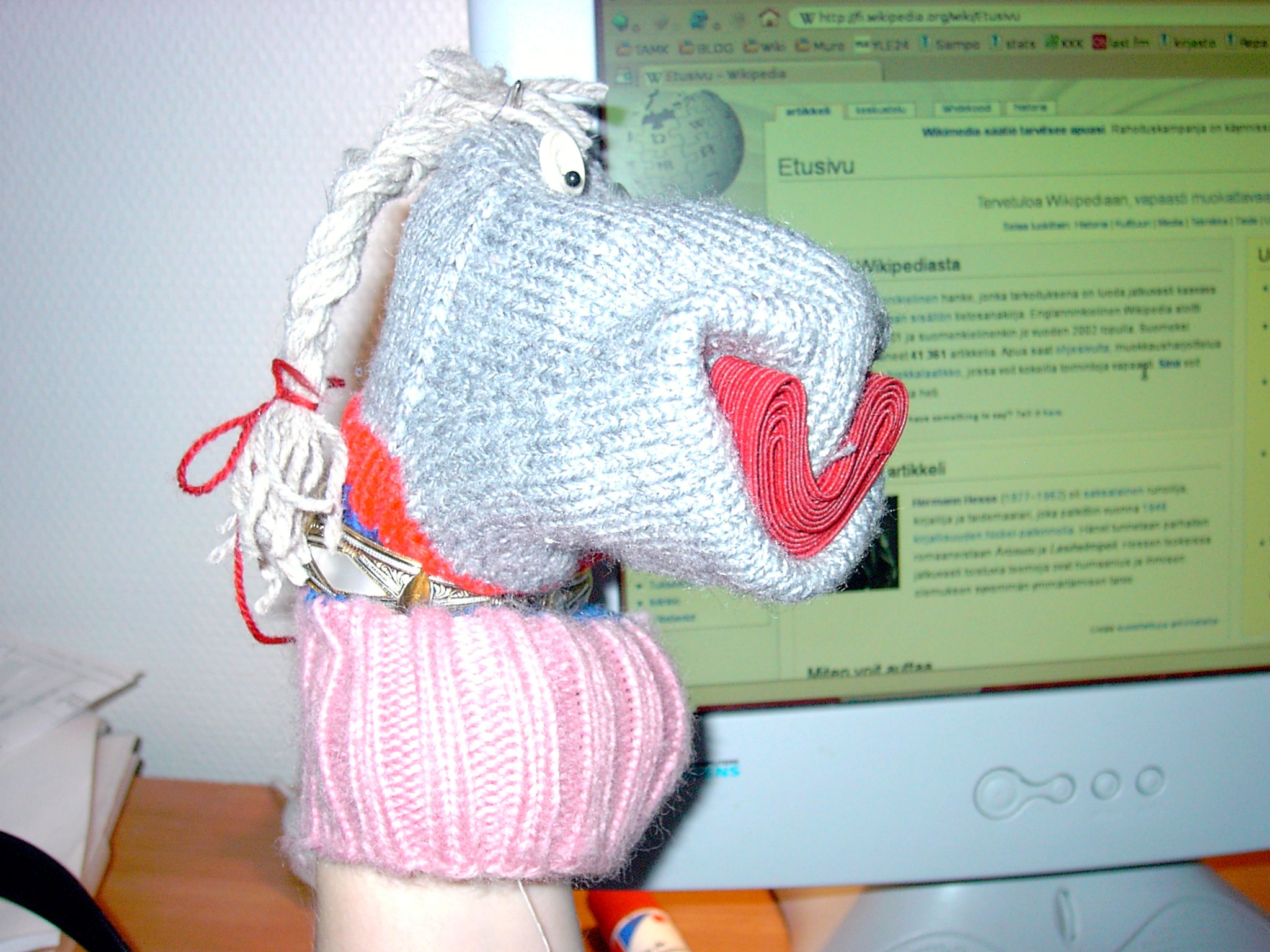
凝ったソックパペット

好きな色の靴下やストッキングから作ることができる。履き潰したものでも良いが、あまりにボロボロになった靴下だと上演中に裂けてしまうかもしれない。また、使用済みの靴下は不潔に感じられるため、多くの場合は新品の靴下を購入して製作する。顔のない単純なものから、眼をはじめとするパーツをつけて顔らしく加工したものもある。髪の毛には飾りリボンやフェルトの紐が一般的に用いられる。人形用の眼（動眼）は市販されている。ソックパペットの製作は多くの小学校で創造性を育む授業の題材となっている。人形を作り、それを用いてショーや劇や歌を見せる全校集会を開くのである。

## 使用方法
ソックパペットは色々な用途に使える。凝ったショーにも、児童劇にも、マリオネットと同じように用いることができる。他の人形同様、テレビ番組にも登場する。複雑な道具立てが要らず、人形遣いの腕があればそれで良い。芸術として製作し上演する場合もある。また、商業広告で用いられたこともある。

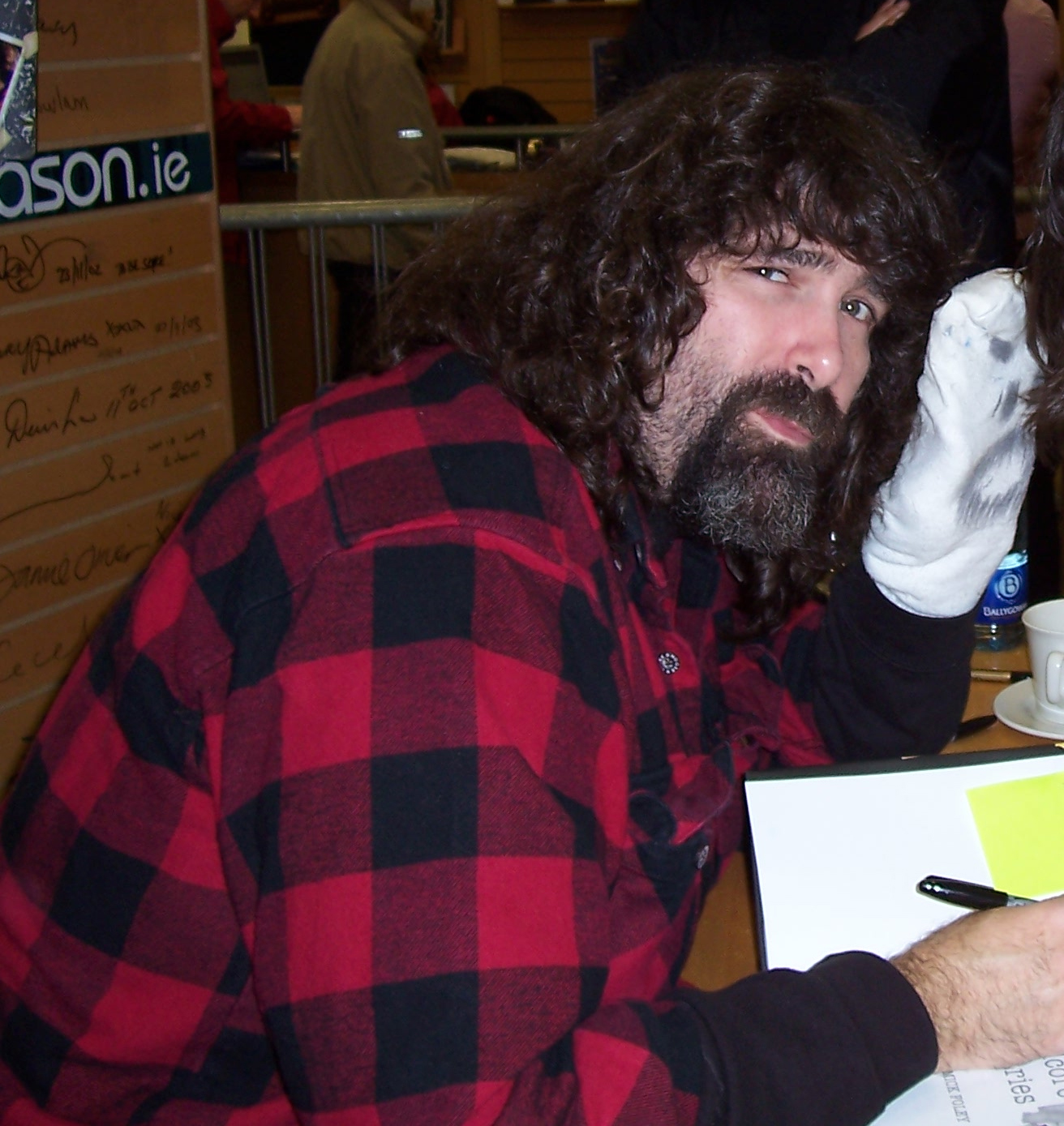
マンカインドとMr.ソッコ

英語圏で最も有名なソックパペット遣いはシャーリ・リュイス（Shari Lewis）であろう。彼女は Lamb Chop、Charlie Horse、Hush Puppy という3つの人形を用いていた。セニョール・ウェンセス（Señor Wences）の腹話術も類似しているが、彼は素手の上にキャラクターの顔を直接描く。日本において専門的にこれを演ずる者としては、パペットマペットなどが挙げられる。
ソックパペットをトレードマークの武器として戦うプロレスラーもいる。マンカインドは、自閉症として育ち靴下人形の「ミスター・ソッコ」が友達だというギミック（設定）で、レスリングタイツの中などから取り出したソッコを手に装着すると、相手の口の中に突っ込んで苦しめるという拷問技を用いる。
ソックパペットはフレンドリーで柔和な感じがし、見るからに人間ではないため、セラピストはしばしばクライアントに対し、「私に話しづらい時は、ソックパペットに話してご覧なさい」と指導する。同様の理由で、また、ソックパペットはそれを操っている自分とはしばしば別の人格のようだと感じられることから、自分の考えや人格の中のそっとしておきたい、触れて欲しくない一面を人形から語らすことができる。
『サウスパーク』でギャリソン先生（Mr. Garrison）がハット君（Mr. Hat）を用いて本音を喋らせているのが良い例である。

## インターネットスラング
中身のない人形が人形遣いと腹話術で会話するその姿から、多重アカウント（多重ハンドルネーム）による見せかけの会話（一人芝居）ないしは、なりすまし、あたかも自分が多数派であるかのように装う多数派偽装工作（いわゆるサクラ）を行う場合の別ハンドルを指すインターネットスラングとして英語圏で定着した。日本語圏のネットコミュニティにおいて「自作自演」や「指人形」などと呼ばれている行為と同じである。